# Madeleine Stolze
Madeleine Stolze-Redl (* 1963 in West-Berlin) ist eine deutsche Synchronsprecherin und Schauspielerin.

## Leben und Wirken
Schon als Kind, im Jahr 1970, synchronisierte Madeleine Stolze mit ihrer ersten Rolle „Lucy“ in Charlie Brown und seine Freunde. 1975 sprach sie im Hörspiel Neues von den Borgmännchen (Kurt Vethake) die Stimme von Käthe, von 1978 bis 1991 war sie die deutsche Stimme der Lucy Ewing (Charlene Tilton) in der Serie Dallas. 1995 sprach sie Zoisite aus dem Anime Sailor Moon. In der Fernsehserie Alf sprach sie von 1986 bis 1988 in 52 Episoden „Lynn Tanner“. Dem deutschen Publikum ist sie vor allem als Stimme von Roseannes Schwester Jackie Conner (Laurie Metcalf) bekannt. In der Krimiserie Dempsey & Makepeace war sie in der zweiten und dritten Staffel die Stimme von Glynis Barber, welche eine der Titelfiguren (Harriet Makepeace) spielte. In den Scream-Filmen (1–6) ist sie in der Rolle von „Gale Weathers“ zu hören. Des Weiteren war sie in Will & Grace als „Lorraine Finster“, die von Minnie Driver gespielt wird, zu hören. In der Serie Cheers wurde die Stimme von Shelley Long als „Diane Chambers“ von ihr synchronisiert.
Stolze betätigt sich auch als Schauspielerin. 1984 spielte sie die Rolle der Rosenrot in der Märchenverfilmung Schneeweißchen und Rosenrot. Seither ist sie in kleineren Rollen, wie in der Fernsehserie Florida Lady zu sehen.
Sie war mit dem Komponisten Claus Redl verheiratet. Der Sohn von Redl und Stolze ist Domenic Redl, Schauspieler (Die Wilden Kerle) und Synchronsprecher (Findet Nemo, Urmel aus dem Eis u. a.).

## Synchronrollen (Auswahl)
Courteney Cox
- 1996: Scream – Schrei! als Gale Weathers
- 1997: Scream 2 als Gale Weathers
- 2000: Scream 3 als Gale Weathers
- 2001: Wahnsinn auf zwei Beinen! als Samantha Crumb
- 2006: Zoom – Akademie für Superhelden als Marsha Holloway
- 2011: Scream 4 als Gale Weathers–Riley
- 2022: Scream als Gale Weathers–Riley
- 2023: Scream VI als Gale Weathers–Riley

Marcia Gay Harden
- 2007: Unsichtbar – Zwischen zwei Welten als Diane Powell
- 2008: American Gun als Janet Huttenson
- 2010: Damages – Im Netz der Macht als Claire Maddox
- 2014: Trophy Wife als Diane Buckley
- 2016–2018: Code Black als Dr. Leanne Rorish

Julia Louis-Dreyfus
- 1986: Troll als Jeanette Cooper
- 1989: Schöne Bescherung als Margo Chester
- 1998: Das große Krabbeln als Prinzessin Atta

Laurie Metcalf
- 1988–1997: Roseanne als Jackie Harris
- 1999: Die Braut, die sich nicht traut als Betty Trout
- 2017: Lady Bird als Marion McPherson

Catherine Zeta-Jones
- 1995: Gegen die Brandung als Chloe
- 1998: Die Maske des Zorro als Elena Montero
- 2005: Die Legende des Zorro als Elena de la Vega
- 2007: Tödliche Magie als Mary McGarvie (2007)

Helen McCrory
- 2009: Harry Potter und der Halbblutprinz als Narzissa Malfoy
- 2010: Harry Potter und die Heiligtümer des Todes – Teil 1 als Narzissa Malfoy
- 2014: Die Frau in Schwarz 2: Engel des Todes als Jean Hogg

Irene Cara
- 1980: Fame – Der Weg zum Ruhm als Coco Hernandez
- 1984: City Heat – Der Bulle und der Schnüffler als Ginny Lee

Julia Ormond
- 1991: Die junge Katharina als Katharina
- 2003: Resistance als Claire Daussois

Jill Hennessy
- 1993: RoboCop 3 als Dr. Marie Lazarus
- 1999: Komodo – The Living Terror als Victoria

Lori Loughlin
- 2006: Summerland Beach als Ava Gregory
- 2009–2013: 90210 als Debbie Wilson

### Filme
- 1973: Robin Hood – Dana Laurita als Sis
- 1980: Bruder Sonne, Schwester Mond – Judi Bowker als Clare
- 1981: The Bronx – Kathleen Beller als Theresa
- 1982: Der große Bruder – Souad Amidou als Zina
- 1983: Monty, der Millionenerbe – Jennifer Jason Leigh als Allison Capuletti
- 1985: Der Schrecken der London Bridge – Lindsay Bloom als Elaine Gardner
- 1985: James Bond 007 – Im Angesicht des Todes – Tanya Roberts als Stacey Sutton
- 1987: Das Doppelspiel – Rae Dawn Chong als Rachel Dobs
- 1987: Who’s That Girl – Madonna als Nikki Finn
- 1987: Der Freund meiner Freundin - Emmanuelle Chaulet als Blanche
- 1988: Heiß auf Trab – Virginia Madsen als Allison Rowe
- 1989: James Bond 007 – Lizenz zum Töten – Talisa Soto als Lupe
- 1990: Dracula – Nächte des Entsetzens – Jenny Hanley als Sarah Framsen
- 1990: Eine Nacht mit Alice – Ornella Muti als Alice
- 1992: Stürmische Leidenschaft – Juliette Binoche als Cathy Linton / Catherine Earnshaw
- 1994: Der Lieblingssohn – Margherita Buy als Anna Maria
- 1994: Interview mit einem Vampir – Indra Ové als Prostituierte
- 1998: The Gingerbread Man – Famke Janssen als Leeanne Magruder
- 2004: Agents Secrets – Im Fadenkreuz des Todes – Monica Bellucci als Barbara/Lisa
- 2005: Sex für Anfänger – Mina Badie als Donna
- 2008: Winged Creatures – Jeanne Tripplehorn als Doris Hagen
- 2009: Hannah Montana – Der Film – Melora Hardin als Lorelai
- 2009: Küss den Frosch – Oprah Winfrey als Eudora
- 2009: (Traum)Job gesucht – Jane Lynch als Carmella Malby
- 2011: Freundschaft Plus – Talia Balsam als Sandra Kurtzman
- 2012: House at the End of the Street – Elisabeth Shue als Sarah Cassidy
- 2015: Die Legende von Oz – Dorothys Rückkehr – Bernadette Peters als Glinda
- 2015: Kein Ort ohne dich – Kate Forbes als Sarah Levinson
- 2017: The Foreigner – Thusitha Jayasundera als Mira

### Serien
- 1981–1984/1988–1991: Dallas – Charlene Tilton als Lucy Ewing Cooper
- 1982: Die Waltons – Mary Beth McDonough als Erin Walton
- 1983–1984: Alice im Wunderland – Tarako Isono als Alice
- 1986: Karussell der Puppen – Nicollette Sheridan als Taryn Blake
- 1986–1987: Alf – Andrea Elson als Lynn Tanner
- 1992–1997: Sailor Moon – Keiichi Nanba als Zoisite
- 1992–1999: Verrückt nach dir – Helen Hunt als  Jamie Buchman
- 2001–2004: Becker – Nancy Travis als Christina „Chris“ Conner
- 2008–2009: Standoff – Gina Torres als Cheryl Carrera
- 2014–2016: Sailor Moon Crystal – Yuriko Yamaguchi als Izono
- 2016: Soy Luna – Lucrecia Gelardi als Clara
- 2016: Evermoor – Belinda Stewart-Wilson als Fiona Crossley
- 2017–2018: Kevin Can Wait – Leah Remini als Vanessa Cellucci
- 2019: Disney Amphibia – Mona Marshall als Sylvia
- 2021: WandaVision – Kate Forbes als Evanora Harkness
- 2020–2023: Ted Lasso – Hannah Waddingham als Rebecca Welton